# 柏岩乡
柏岩乡，是中华人民共和国四川省凉山彝族自治州会东县曾经下辖的一个乡。

## 行政区划
柏岩乡撤销前下辖以下地区：
柏岩村、柳树塘村、马鞍村、大洼村、乌龟塘村、广东村和狮子山村。